# Édouard Chavannes
Édouard Emmanuel Chavannes, född den 5 oktober 1865 i Lyon, död den 29 januari 1918 i Fontenay-aux-Roses, var en fransk sinolog.
År 1893 blev Chavannes professor i kinesiska språket och litteraturen vid Collège de France, vistades länge i Kina, där han 1889, 1891 och 1907 företog forskningsresor och ledde vetenskapliga expeditioner.
Förutom många översättningar av kinesiska arbeten offentliggjorde Chavannes ett stort antal betydande undersökningar, bland annat La sculpture sur pierre en Chine au temps des 2 dynasties Han (1893), Les documents chinois découverts par A. Stein (1913) och La sculpture bouddhique (1915) samt artiklar i tidskrifter, särskilt den av Chavannes och Henri Cordier utgivna T'oung pao.